# Plagodis hypomelina
Plagodis hypomelina är en fjärilsart som beskrevs av Eugen Wehrli 1938. Plagodis hypomelina ingår i släktet Plagodis och familjen mätare. Inga underarter finns listade i Catalogue of Life.